# A Thousand Beautiful Things
A Thousand Beautiful Things è un singolo promozionale estratto da Bare, terzo album da solista di Annie Lennox.
La traccia è stata pubblicata unicamente sul CD Promo inviato alle radio e non è stata accompagnata da alcun video. Il singolo fa parte del primo greatest hits dell'artista, The Annie Lennox Collection, pubblicato nel 2009.

## Tracce

### CD Promo
1. A Thousand Beautiful Things (Blu Mar Ten Vocal)
2. A Thousand Beautiful Things (Blu Mar Ten Dub)
3. A Thousand Beautiful Things (Squint Remix)
4. A Thousand Beautiful Things (Chamber Remix)